# Зенит-12сд
Зени́т-12сд и Зени́т-12хр — малоформатные однообъективные зеркальные фотоаппараты с TTL-экспонометром и полуавтоматической установкой экспозиции, выпускавшиеся на Красногорском механическом заводе с 1983 по 1993 год. Всего за это время выпущено 145 046 экземпляров.

## Особенности конструкции
Обе модели разработаны, как усовершенствованная версия фотоаппарата «Зенит-TTL», который на этапе конструирования в заводских документах фигурировал под индексом «12». Собственное название «Зенит-12» носил «Зенит-TTL» в экспортном исполнении.
В новой версии устранён один из главных недостатков базовой модели, обусловленный способом отбора света к фоторезистору с помощью полупрозрачной передней грани пентапризмы. Из-за этого изображение в видоискателе было слишком тёмным и затрудняло точную фокусировку. Версия «12сд» оснащалась обычной пентапризмой, а отбор света выполнен от её окулярной грани, что исключало потери. Стрелочная индикация экспонометра заменена более современной светодиодной, а корпус фотоаппарата с дополнительным штативным гнездом и скрытым замком задней крышки заимствован у модели «Зенит-11».
Под названием «Зенит-12хр» с латинскими буквами камера выпускалась для экспорта (не путать с белорусским фотоаппаратом «Зенит-12XS» изменённой конструкции). Встречаются два варианта исполнения: со штампованным верхним щитком из латуни или из АБС-пластика.

## Технические характеристики

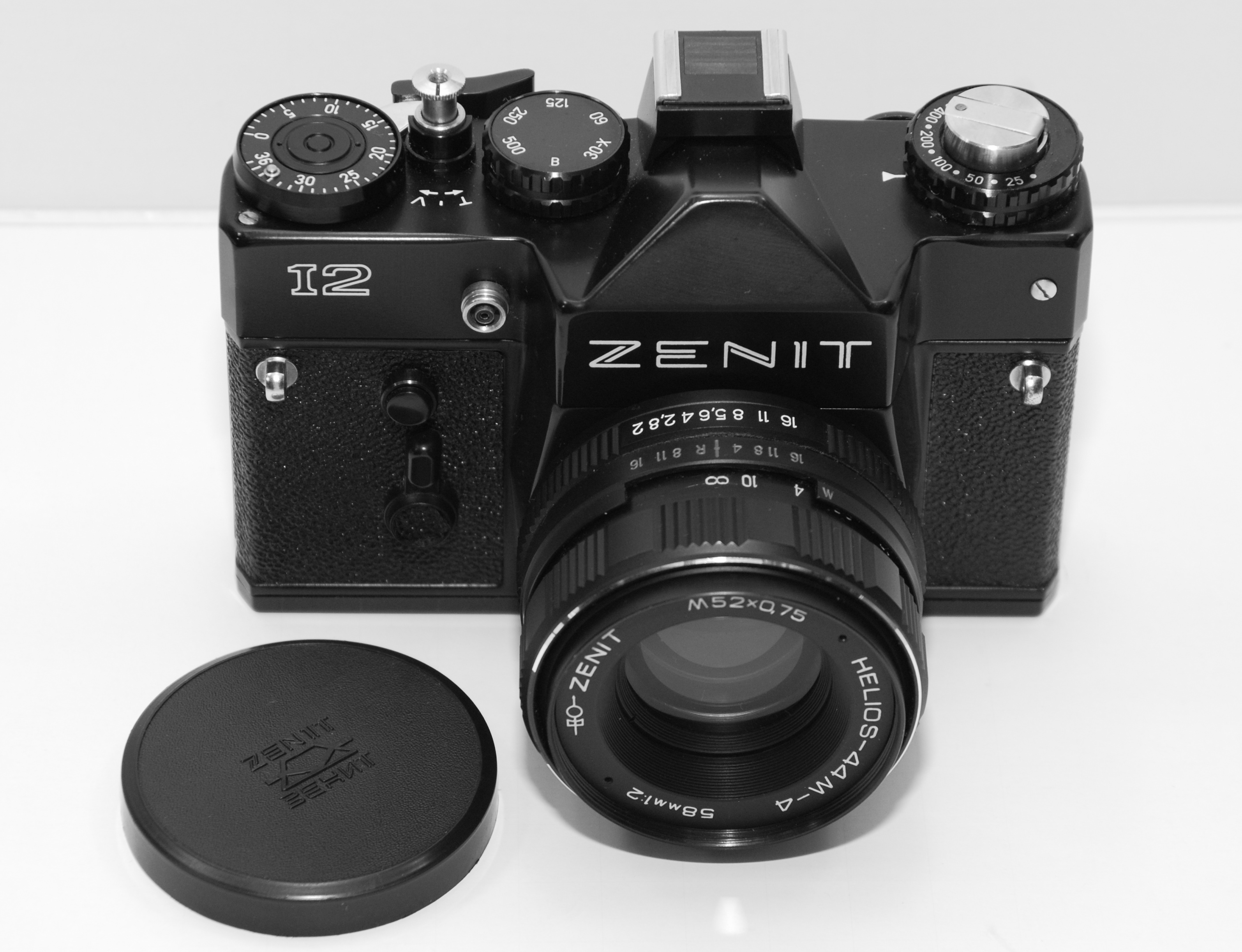
«Зенит-12» — экспортный вариант «Зенит-TTL»

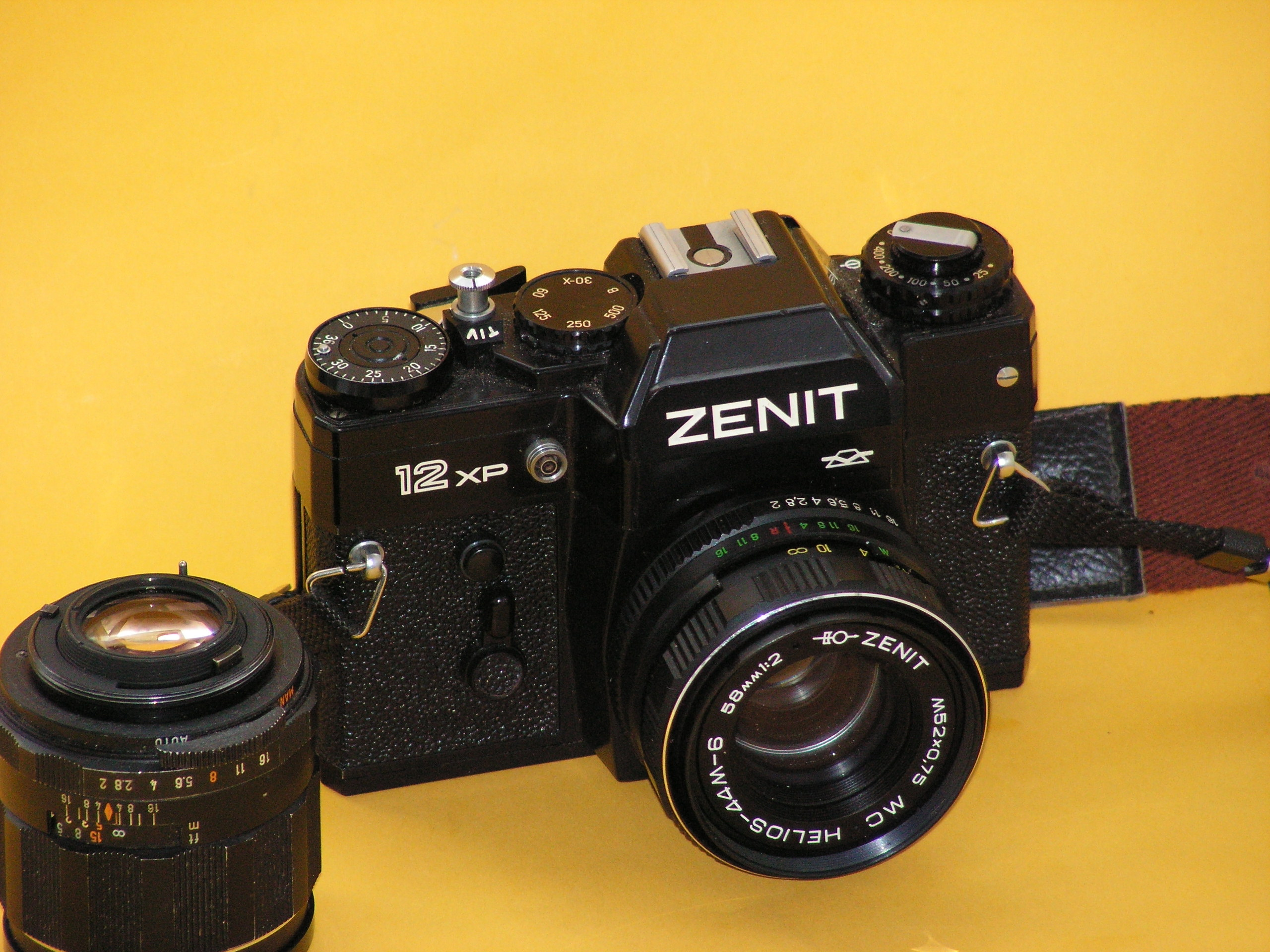
«Зенит-12хр» с пластмассовой верхней панелью

- Тип применяемого фотоматериала — 35-мм перфорированная фотокиноплёнка шириной 35 мм (фотоплёнка типа 135) в кассетах. Размер кадра — 24×36 мм.
- Корпус — литой из алюминиевого сплава, с открывающейся задней стенкой, скрытый замок.
- Курковый взвод затвора и перемотки плёнки. Обратная перемотка рулеточного типа.
- Затвор — механический, шторно-щелевой с горизонтальным движением матерчатых шторок. Выдержки затвора — от 1/30 до 1/500 секунды и «ручная». Выдержка синхронизации с электронной фотовспышкой — 1/30 с.
- Центральный синхроконтакт «Х», кабельный синхроконтакт.
- Штатный объектив (с «прыгающей» диафрагмой) — «Гелиос-44М» 2/58, «Гелиос-44М-4», «МС Гелиос-44М-4».
- Тип крепления объектива — резьбовое соединение M42×1/45,5.
- Фокусировочный экран — линза Френеля с матовым кольцом и микрорастром.
- TTL-экспонометр (заобъективная экспонометрия) с двумя сернисто-кадмиевыми (CdS) фоторезисторами. Светодиодная индикация о работе экспонометрического устройства в поле зрения видоискателя. Полуавтоматическая установка экспозиции на закрытой до рабочего значения диафрагме. При установленной светочувствительности фотоплёнки и выдержке вращением кольца установки диафрагмы необходимо добиться одновременного свечения обоих светодиодов. Свечение только одного светодиода информирует о неправильной установке экспозиции: верхний — передержка, нижний — недодержка. Диапазон светочувствительности фотоплёнки - 16—640 ед. ГОСТ. При применении светофильтров автоматически вносятся поправки на их плотность.
- Источник питания полуавтоматической экспонометрии — два элемента СЦ-32, МЦ-0,105 (современный аналог LR-43, AG-12)[2][* 1].
- Механический автоспуск.
- На фотоаппарате установлено штативное гнездо с резьбой 1/4 дюйма.

## Фотоснайпер ФС-12

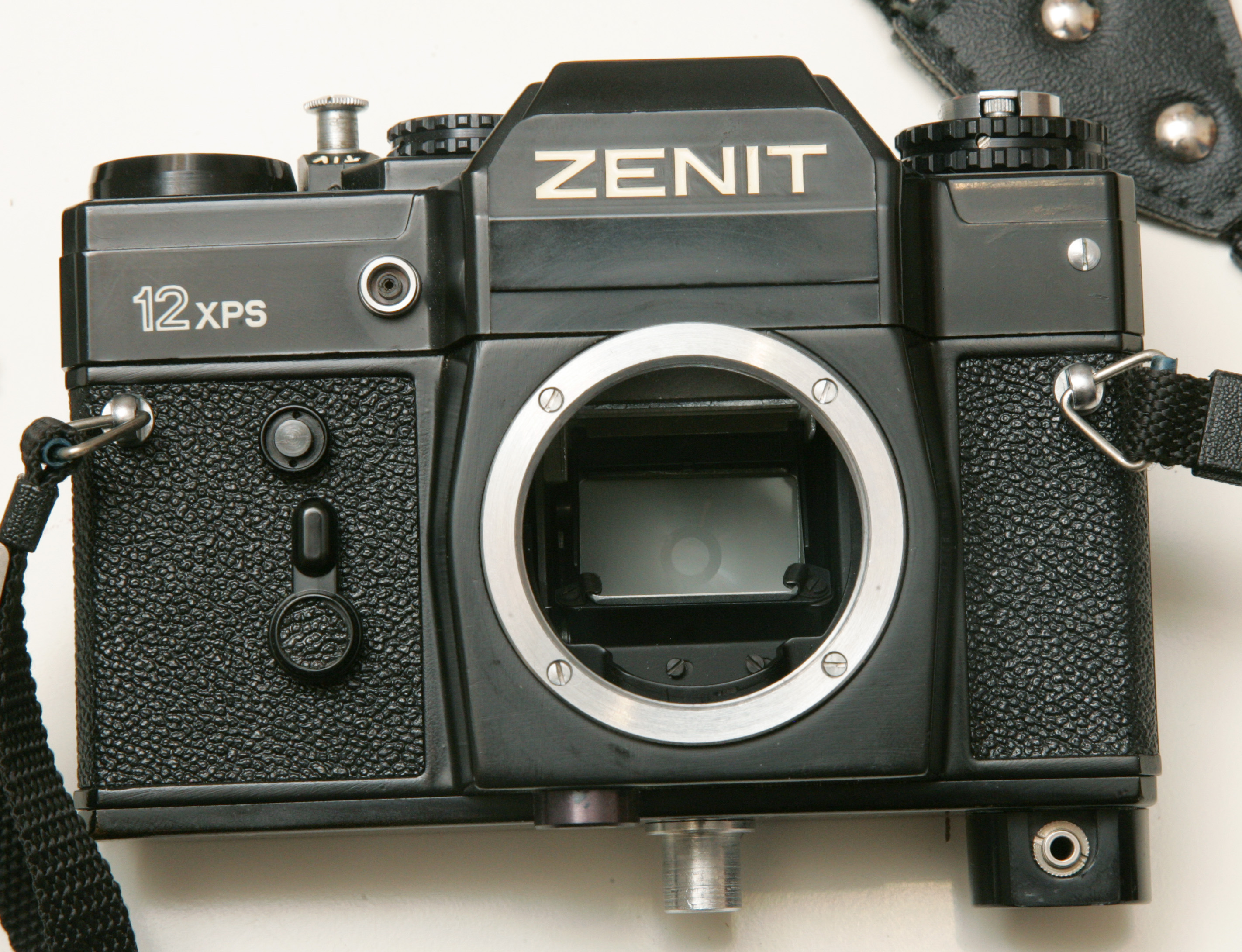
«Зенит-12 xps» из комплекта фоторужья «ФС-12-3»

Для совместной работы с фоторужьём «ФС-12» выпускалась камера «Зенит-12с», а с фоторужьём «ФС-12-3» - «Зенит-12XPS».
На ложе типа ружейной с плечевым прикладом-упором устанавливался фотоаппарат и телеобъектив «Таир-3ФС» 4,5/300, диафрагма с предварительным ручным «взводом» (открытием). Фокусировка происходила вращением головки на «ружейной ложе». Рукоятка фоторужья пистолетного типа. При нажатии на спусковой крючок диафрагма срабатывала (закрывалась) до предварительно установленного значения, затвор срабатывал от дополнительной нижней спусковой кнопки.
Фотоснайпер ФС-12 комплектовался нормальным объективом семейства «Гелиос-44М» 2/58, блендой, светофильтрами, плечевым ремнём, при переноске укладывался в небольшой металлический чемодан.
Фоторужьё предназначалось для фотоохоты за дикими животными, а также для других целей.

## Фотоаппараты Белорусского оптико-механического объединения
С 1990 года выпускался сконструированный БелОМО на базе «Зенита-12» фотоаппарат «Зенит-15М» с увеличенным до 6 вольт напряжением электропитания. Эта же камера здесь выпускалась и под другими названиями: «Зенит-12XS», «Зенит-12XSL», «Зенит-21XS», «Зенит-12pro», «Зенит-122» и «Альбар-15».

## Дальнейшие модификации

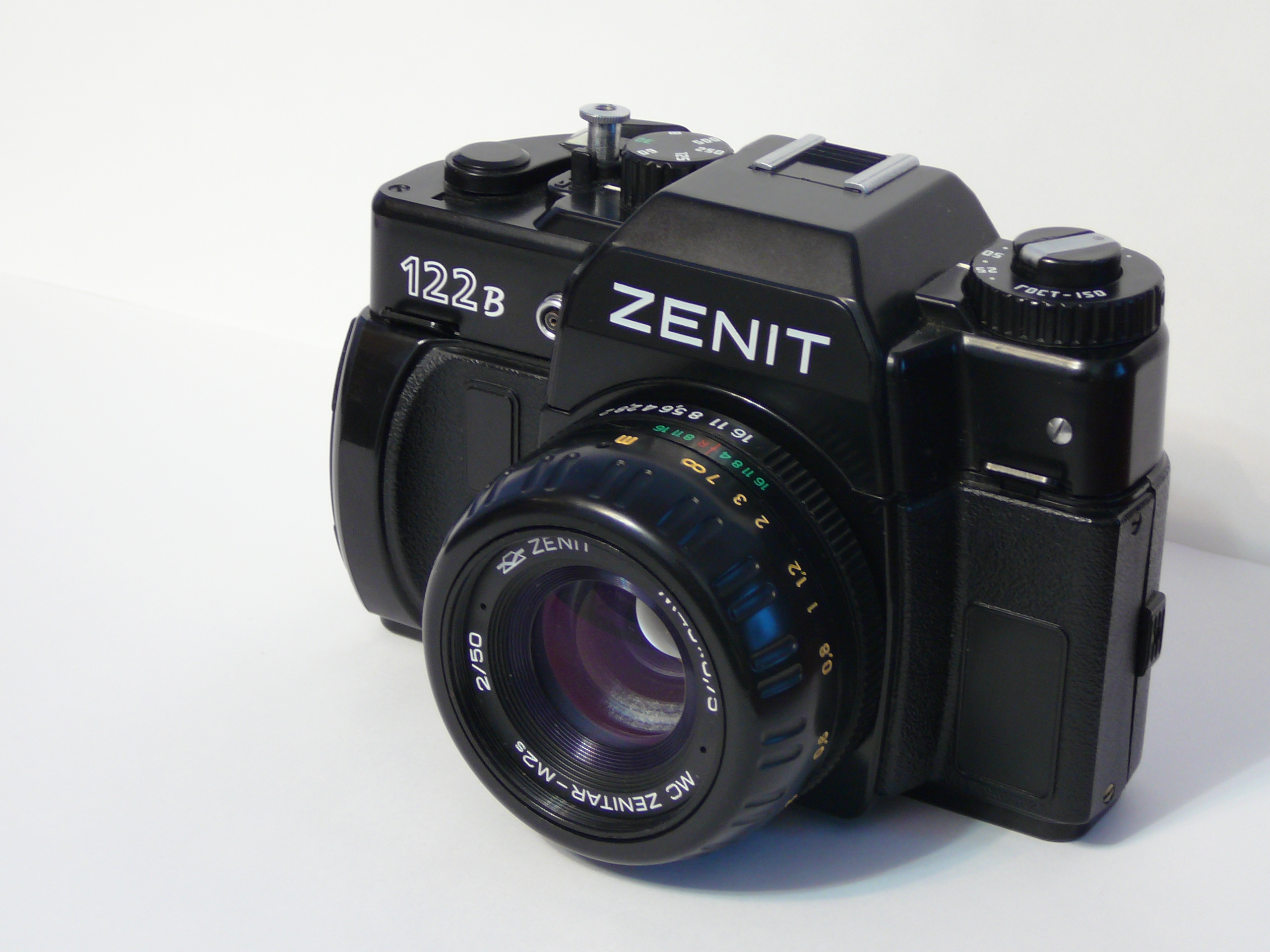
«Зенит-122В» с объективом «МС Зенитар-М2s»

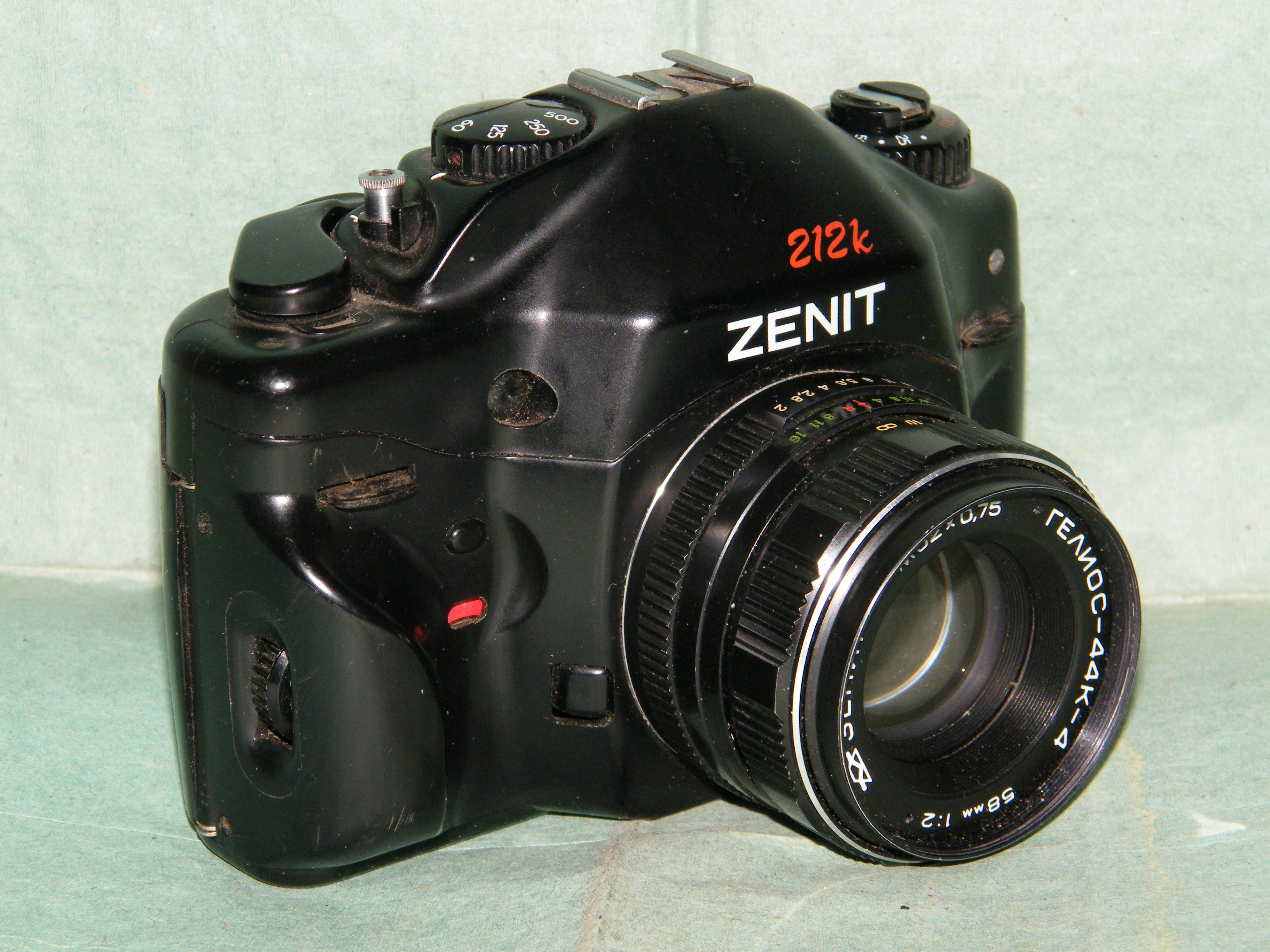
«Зенит-212k» с объективом «Гелиос-44К-4»

В 1990 году на КМЗ начат выпуск рестайлинговой модификации — «Зенит-122». До 2005 года здесь выпускались следующие фотоаппараты:
- «Зенит-212k» — с байонетом К, изменённый дизайн, увеличенный диапазон выдержек.
- «Зенит-312m» — «Зенит-122» с изменённым дизайном.
- «Зенит-412DX» — модификация «Зенита-122», ввод светочувствительности по DX-коду.
- «Зенит-412LS» — последняя серийная модель линии. Модернизация фотоаппарата «Зенит-412DX», в части расширения диапазона воспринимаемых экспонометром значений светочувствительности плёнки по DX-коду.